# Haus Ruhrort

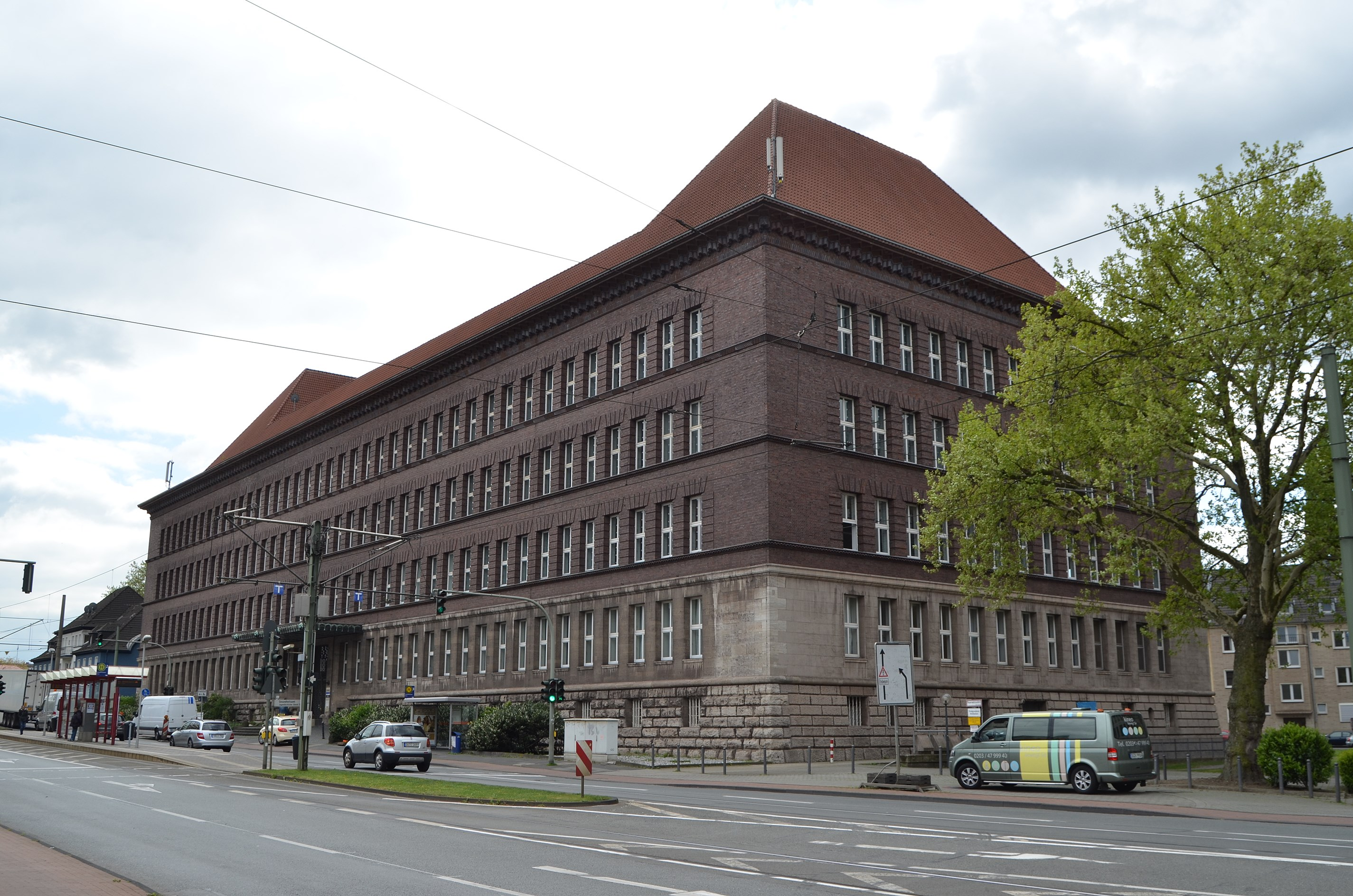
Haus Ruhrort (Tausendfensterhaus) im April 2014

Das Haus Ruhrort, im Volksmund Tausendfensterhaus genannt, wurde ab 1922 als Verwaltungsgebäude für das Montan-Unternehmen Rheinische Stahlwerke in Duisburg-Ruhrort, Ruhrorter Straße 187, auf dem zugeschütteten Teil des Werfthafens gebaut. Die gleichförmigen Fensterreihen gaben dem Haus seinen Spitznamen, tatsächlich hat es insgesamt 510 Fenster.

## Baugeschichte
Schon 1920 setzten die Planungen für den Neubau der Hauptverwaltung der Rheinische Stahlwerke AG ein, weil der Personalbestand erheblich angewachsen war. Nachdem der Architekt Heinrich Blecken als Baudirektor des Unternehmens ein bauliches Konzept aufgestellt hatte und das Grundstück in Ruhrort erworben war, wurde bereits im Oktober 1921 eine vorläufige Baugenehmigung beantragt und erteilt. Zur Gestaltung der Fassaden des Neubaus lobte das Unternehmen kurze Zeit später einen beschränkten Architekturwettbewerb aus, zu dem die damals prominenten Architekten Peter Behrens, German Bestelmeyer, Paul Bonatz, Wilhelm Kreis und Emil Fahrenkamp für ein festes Honorar eingeladen wurden. Da nicht alle eingereichten Entwürfe bekannt sind, bleibt unklar, ob die 1922 von Blecken aufgestellten Ausführungspläne darauf aufbauten oder einen völlig eigenständigen Entwurf darstellten. Stilistisch zählt die Architektur zum Backsteinexpressionismus.
Im Januar 1922 begann man mit den Erdarbeiten, im Dezember 1922 wurde die Grundsteinlegung gefeiert. Durch Inflation und Ruhrbesetzung kam es zu erheblichen Schwierigkeiten, ebenso sind verschiedene Planänderungen während der Bauausführung dokumentiert. Erst im September 1925 wurde das Gebäude im Rohbau fertiggestellt. Daran schloss sich zunächst der Ausbau des Haupteingangs, des Vestibüls und der Oberlichthalle an. Bei Gründung der Vereinigte Stahlwerke AG 1926 brachte die Rheinische Stahlwerke AG einen großen Teil ihrer Betriebe und Anlagen in diesen neuen Konzern ein, dazu gehörte auch das noch nicht fertiggestellte Verwaltungsgebäude. Durch die mit dem Zusammenschluss verbundene Rationalisierung hatte die Vereinigte Stahlwerke AG jedoch keine Verwendung für den Neubau. Die Bauarbeiten für den inneren Ausbau der Büroflächen begannen deshalb erst zwei Jahre später, als sich neuer Raumbedarf ergab, beschränkten sich aber zunächst auf einen kleinen Teil des Gebäudes. Erst 1936 war der Innenausbau vollendet, dabei war der größte Teil der Büroflächen an Fremdfirmen und an öffentliche Einrichtungen vermietet.
Mit Beginn des Luftkrieges gegen das Ruhrgebiet wurde in den Kellern des als relativ sicher geltenden Gebäudes ein Schlafsaal mit Feldbetten errichtet, in dem Ruhrorter Kinder die Nächte ohne ihre Eltern verbringen mussten. In den Bombennächten wussten beide Seiten nicht, wer überlebte. Im späteren Kriegsverlauf ersetzte die Kinderlandverschickung diese Maßnahme. Die Feldbetten wurden bei den rund 300 und zeitweise täglich kommenden Bombenangriffen auf Duisburg als Lazarett für die vielen Verwundeten benutzt. Als Ruhrort ab 6. März 1945 von der Homberger Rheinseite aus intensiv mit Artillerie beschossen wurde, um restliche deutsche Truppen vor der Rheinüberquerung zu vertreiben, füllte sich das Lazarett ein letztes Mal. In der Not der Nachkriegsjahre wurden Wohnungen für Ausgebombte und Flüchtlinge eingerichtet, Phasen des Leerstands folgten.

## Sanierung und Nutzung
1992 wurde das inzwischen unter Denkmalschutz gestellte, leerstehende Gebäude von der Haus-Ruhrort-Gesellschaft erworben, deren Träger die Duisburger Wohnungsgesellschaft Gebag und die Firma Haniel sind. Bis 1993 wurde es nach Plänen des Architekten Harald Deilmann grundlegend saniert und modernisiert. Die Stahlskelettbauweise ermöglichte es, alle Innenwände zu entfernen und Büroräume nach modernen Standards einzubauen. Die zwei ursprünglich offenen Innenhöfe wurden 1996 mit Glasdächern versehen; die entstandenen Atrien sind begrünt und mit künstlichen Wasserläufen oder -spielen versehen.
Lange Jahre waren das Finanzamt und das Lokalradio die Mieter.  Die Räume wurden danach an verschiedene Firmen, Gastronomie und eine Augenklinik vermietet.